# 3034-es busz
A 3034-es jelzésű autóbuszvonal helyközi autóbuszjárat Salgótarján és Parád között, melyet a Volánbusz Zrt.üzemeltet.

## Közlekedése
A járat Salgótarjánt és Parádot köti össze. 15 járatot tartalmaz a menetrendi mező. Iskolai előadási napokon közlekedik végig egy járatpár az útvonalon, szabadnapokon és tanszünetben munkanapokon Salgótarján és Parádfürdő között közlekedik. A többi járat Salgótarján és Mátraballa között szállítja az utasokat, közülük négy járat betér Bárnára, nyolc járat betér Mátranovákra.

## Megállóhelyei
| 3034 (Salgótarján – Mátraszele – Parádfürdő) | 3034 (Salgótarján – Mátraszele – Parádfürdő) | 3034 (Salgótarján – Mátraszele – Parádfürdő) | 3034 (Salgótarján – Mátraszele – Parádfürdő) | 3034 (Salgótarján – Mátraszele – Parádfürdő) | 3034 (Salgótarján – Mátraszele – Parádfürdő) | 3034 (Salgótarján – Mátraszele – Parádfürdő) | 3034 (Salgótarján – Mátraszele – Parádfürdő) |
| Sorszám (↓)                                  | Sorszám (↓)                                  | Sorszám (↓)                                  | Megállóhely                                  | Sorszám (↑)                                  | Sorszám (↑)                                  | Sorszám (↑)                                  | Átszállási kapcsolatok |
| -------------------------------------------- | -------------------------------------------- | -------------------------------------------- | -------------------------------------------- | -------------------------------------------- | -------------------------------------------- | -------------------------------------------- | --- |
| 0                                            | 0                                            | 0                                            | Salgótarján, autóbusz-állomás végállomás     | 39                                           | 33                                           | 45                                           | 1, 2A, 2T, 3C, 5, 6, 7, 7A, 7B, 7C, 8, 9, 11, 11A, 11B, 11Y, 13, 14, 19, 27A, 36, 46, 58, 63, 63S 1010, 1012, 1020, 1021, 1301, 1305, 1347, 1349, 1351, 1352, 1354, 1384, 1447, 1448 3015, 3022, 3024, 3030, 3044, 3045, 3051, 3052, 3055, 3056, 3058, 3060, 3061, 3062, 3064, 3065, 3066, 3067, 3070, 3072, 3075, 3080, 3081, 3082, 3084, 3090, 3092, 3093, 3094 személyvonat |
| 1                                            | 1                                            | 1                                            | Salgótarján, Salgó út                        | 38                                           | 32                                           | 44                                           | 1, 11, 13, 14, 61 1347, 1349, 1352 3015, 3022, 3024, 3030 |
| 2                                            | 2                                            | 2                                            | Salgótarján, Kohász Művelődési Központ       | 37                                           | 31                                           | 43                                           | 1, 11, 13, 14, 61 1347, 1349, 1352 3015, 3022, 3024, 3030 |
| 3                                            | 3                                            | 3                                            | Salgótarján, Salgói kapu                     | 36                                           | 30                                           | 42                                           | 1, 11, 13, 14, 61 3015, 3022, 3024, 3030 |
| 4                                            | 4                                            | 4                                            | Salgótarján, Újtemető                        | 35                                           | 29                                           | 41                                           | 1, 11, 13, 14, 61 3015, 3022, 3024, 3030 |
| 5                                            | 5                                            | 5                                            | Salgótarján, Pintértelep                     | 34                                           | 28                                           | 40                                           | 1, 11, 13, 14, 61 1347, 1349, 1352 3015, 3022, 3024, 3030 |
| 6                                            | 6                                            | 6                                            | Salgótarján, Ötvözetgyár                     | 33                                           | 27                                           | 39                                           | 1347, 1349, 1352 3024, 3030 |
| 7                                            | 7                                            | 7                                            | Salgótarján, Vasipari Kutatóintézet          | 32                                           | 26                                           | 38                                           | 1347, 1349, 1352 3024, 3030 |
| 8                                            | 8                                            | 8                                            | Kazár, Inászó bányai elágazás                | 31                                           | 25                                           | 37                                           | 1347, 1349, 1352 3024, 3030 |
| 9                                            | 9                                            | 9                                            | Bárnai elágazás                              | 30                                           | 24                                           | 36                                           | 1347, 1349, 1352 3024, 3026, 3030 |
| ∫                                            | ∫                                            | 10                                           | Bárna, Perestető                             | ∫                                            | ∫                                            | 35                                           | 3024, 3026, 3030 |
| ∫                                            | ∫                                            | 11                                           | Bárna, Tó út                                 | ∫                                            | ∫                                            | 34                                           | 3024, 3026, 3030 |
| ∫                                            | ∫                                            | 12                                           | Bárna, garázs                                | ∫                                            | ∫                                            | 33                                           | 3024, 3026, 3030 |
| ∫                                            | ∫                                            | 13                                           | Bárna, bolt                                  | ∫                                            | ∫                                            | 32                                           | 3024, 3026, 3030 |
| ∫                                            | ∫                                            | 14                                           | Bárna, major                                 | ∫                                            | ∫                                            | 31                                           | 3024, 3026, 3030 |
| ∫                                            | ∫                                            | 15                                           | Bárna, autóbusz-forduló                      | ∫                                            | ∫                                            | 30                                           | 3024, 3026, 3030 |
| ∫                                            | ∫                                            | 16                                           | Bárna, major                                 | ∫                                            | ∫                                            | 29                                           | 3024, 3026, 3030 |
| ∫                                            | ∫                                            | 17                                           | Bárna, bolt                                  | ∫                                            | ∫                                            | 28                                           | 3024, 3026, 3030 |
| ∫                                            | ∫                                            | 18                                           | Bárna, garázs                                | ∫                                            | ∫                                            | 27                                           | 3024, 3026, 3030 |
| ∫                                            | ∫                                            | 19                                           | Bárna, Tó út                                 | ∫                                            | ∫                                            | 26                                           | 3024, 3026, 3030 |
| ∫                                            | ∫                                            | 20                                           | Bárna, Perestető                             | ∫                                            | ∫                                            | 25                                           | 3024, 3026, 3030 |
| 9                                            | 9                                            | 21                                           | Bárnai elágazás                              | 30                                           | 24                                           | 24                                           | 1347, 1349, 1352 3024, 3026, 3030 |
| 10                                           | 10                                           | 22                                           | Mátraszele, Gábor-völgy                      | 29                                           | 23                                           | 23                                           | 1347, 1349, 1352 3026, 3030 |
| 11                                           | 11                                           | 23                                           | Mátraszele, községháza                       | 28                                           | 22                                           | 22                                           | 1347, 1349, 1352 3026, 3030, 3045, 3108 |
| 12                                           | 12                                           | 24                                           | Mátraszele, újtelep                          | 27                                           | 21                                           | 21                                           | 1347, 1349, 1352 3026, 3030, 3045, 3108 |
| 13                                           | 13                                           | 25                                           | Mátraterenye, kisteleki elágazás             | 26                                           | 20                                           | 20                                           | 1347, 1349, 1352 3030, 3108 |
| 14                                           | 14                                           | 26                                           | Mátraterenye (Jánosakna), megállóhely        | 25                                           | 19                                           | 19                                           | 1347, 1349, 1352 3030, 3056, 3108, 3156 |
| 15                                           | 15                                           | 27                                           | Mátraterenye (Homokterenye), Kossuth út      | 24                                           | 18                                           | 18                                           | 1347, 1349, 1352 3030, 3056, 3108, 3156 |
| 16                                           | 16                                           | 28                                           | Mátraterenye (Homokterenye), Kossuth út 76.  | 23                                           | 17                                           | 17                                           | 1347, 1349, 1352 3030, 3056, 3108, 3156 |
| 17                                           | 17                                           | 29                                           | Mátraterenye (Homokterenye), iskola          | 22                                           | 16                                           | 16                                           | 1347, 1349, 1352 3030, 3056, 3108, 3156 |
| ∫                                            | 18                                           | 30                                           | Mátranováki elágazás                         | 21                                           | 15                                           | 15                                           | 1347, 1349, 1352 3030, 3056, 3136, 3156 |
| ∫                                            | 19                                           | 31                                           | Mátranovák, posta                            | ∫                                            | 14                                           | 14                                           | 1347, 1349, 1352 3030, 3056, 3108, 3136, 3156 |
| ∫                                            | 20                                           | 32                                           | Mátranovák, Bombardier                       | ∫                                            | 13                                           | 13                                           | 1347, 1349, 1352 3030, 3056, 3108, 3136, 3156 |
| ∫                                            | 21                                           | 33                                           | Mátranovák, Bányatelep                       | ∫                                            | 12                                           | 12                                           | 1347, 1349, 1352 3030, 3056, 3108, 3136, 3156 |
| ∫                                            | 22                                           | 34                                           | Mátranovák, faluközpont végállomás           | ∫                                            | 11                                           | 11                                           | 1347, 1349, 1352 3030, 3056, 3108, 3136, 3156 |
| ∫                                            | 23                                           | 35                                           | Mátranovák, Bányatelep                       | ∫                                            | 10                                           | 10                                           | 1347, 1349, 1352 3030, 3056, 3108, 3136, 3156 |
| ∫                                            | 24                                           | 36                                           | Mátranovák, Bombardier                       | ∫                                            | 9                                            | 9                                            | 1347, 1349, 1352 3030, 3056, 3108, 3136, 3156 |
| ∫                                            | 25                                           | 37                                           | Mátranovák, posta                            | ∫                                            | 8                                            | 8                                            | 1347, 1349, 1352 3030, 3056, 3108, 3136, 3156 |
| ∫                                            | 26                                           | 38                                           | Mátranováki elágazás                         | 21                                           | 7                                            | 7                                            | 1347, 1349, 1352 3030, 3056, 3136, 3156 |
| 18                                           | 27                                           | 39                                           | Mátraterenye, Szent Borbála park             | 20                                           | 6                                            | 6                                            | 1347, 1349, 1352 3030, 3056, 3136, 3156 |
| 19                                           | 28                                           | 40                                           | Mátraterenye, Kossuth út 250.                | 19                                           | 5                                            | 5                                            | 1347, 1349, 1352 3030, 3136 |
| 20                                           | 29                                           | 41                                           | Mátraterenye (Nádújfalu), posta              | 18                                           | 4                                            | 4                                            | 1347, 1349, 1352 3030, 3056, 3136, 3156 |
| 21                                           | 30                                           | 42                                           | Mátraterenye (Nádújfalu), faluszéle          | 17                                           | 3                                            | 3                                            | 1031, 1034, 1347, 1349, 1351, 1352, 1354, 1384, 1447, 1448 3056, 3136, 3156 |
| 22                                           | 31                                           | 43                                           | Mátraterenye, mátraballai elágazás           | 16                                           | 2                                            | 2                                            | 1347, 1349, 1351, 1352, 1354, 1384 3474, 3492, 3494 |
| 23                                           | 32                                           | 44                                           | Mátraballa, Fő út 131.                       | 15                                           | 1                                            | 1                                            | 1352, 1354 3474, 3492, 3494 |
| 24                                           | 33                                           | 45                                           | Mátraballa, Fő út 83. végállomás             | 14                                           | 0                                            | 0                                            | 1352, 1354, 1447, 1448 3474, 3492, 3494 |
| 25                                           |                                              |                                              | Mátraballa, Fő út 27.                        | 13                                           |                                              |                                              | 1352, 1354 3474, 3492, 3494 |
| 26                                           |                                              |                                              | Mátraderecske, Rákóczi Termelőszövetkezet    | 12                                           |                                              |                                              | 1352, 1354 3474, 3492, 3494 |
| 27                                           |                                              |                                              | Mátraderecske, Piactér                       | 11                                           |                                              |                                              | 1352, 1354, 1447, 1448 3474, 3492, 3494 |
| 28                                           |                                              |                                              | Mátraderecske, Petőfi út 35.                 | 10                                           |                                              |                                              | 1352, 1354 3474, 3492, 3494 |
| 29                                           |                                              |                                              | Mátraderecske, Háromhányás tanya             | 9                                            |                                              |                                              | 1354 3474, 3492, 3494 |
| 30                                           |                                              |                                              | Recsk, mátraderecskei elágazás               | 8                                            |                                              |                                              | 1046, 1352, 1354, 1447, 1448 3470, 3471, 3472, 3474, 3491, 3492, 3494, 3565, 3566, 3604, 3656 |
| 31                                           |                                              |                                              | Recsk, OTP                                   | 7                                            |                                              |                                              | 1046 3470, 3471, 3472, 3491, 3492, 3494, 3565, 3566, 3604, 3656 |
| 32                                           |                                              |                                              | Recsk, Kossuth utca 45.                      | 6                                            |                                              |                                              | 1046 3470, 3471, 3472, 3491, 3492, 3494, 3565, 3566, 3604, 3656 |
| 33                                           |                                              |                                              | Recsk, ércbánya bejárati út                  | 5                                            |                                              |                                              | 1046 3470, 3471, 3472, 3491, 3492, 3494, 3565, 3566, 3604, 3656 |
| 34                                           |                                              |                                              | Parádfürdő, Kórház végállomás                | 4                                            |                                              |                                              | 1046, 1515 3470, 3471, 3472, 3491, 3492, 3494, 3565, 3566, 3567, 3604, 3656 |
| 35                                           |                                              |                                              | Parád, Alsó                                  | 3                                            |                                              |                                              | 1046 3470, 3471, 3472, 3491, 3492, 3494, 3565, 3566, 3567, 3656 |
| 36                                           |                                              |                                              | Parád, Gyopár                                | 2                                            |                                              |                                              | 1046 3470, 3471, 3472, 3491, 3492, 3494, 3565, 3566, 3567, 3604, 3656 |
| 37                                           |                                              |                                              | Parád, Fáy iskola                            | 1                                            |                                              |                                              | 1046 3470, 3471, 3472, 3491, 3492, 3494, 3565, 3566, 3567, 3656 |
| 38                                           |                                              |                                              | Parád, Központ végállomás                    | 0                                            |                                              |                                              | 1046, 1515 3470, 3471, 3472, 3491, 3492, 3494, 3565, 3566, 3568, 3569, 3604, 3656 |